# Ідеонім
Ідеонім (від грец. ιδέα — «ідея, думка, концепція» і όνομα — «ім'я, назва») — вид культуронімів, власна назва (або онім, пропріатив) на позначення витвору людської культури, мистецтва або науки, який має духовну та інтелектуальну цінність. Ідеоніми протиставляються прагмонімам (від грец. πράγματος — «предмет, річ»), тобто власним назвам, що номінують об'єкти матеріальної культури людства.

## Історія дослідження
Уперше термін «ідеонім» був уведений в ономастику російською дослідницею та укладачкою «Словника російської ономастичної термінології» Н. Подольською у 80-х роках XX століття. Згодом це поняття запозичили українські лінгвісти, зокрема О. Ю. Карпенко, яка наголосила, що під ідеонімами слід розуміти назви ідеальних, духовних предметів.
Науковий інтерес до ідеонімії як єдиної пропріативної системи з'явився у вітчизняному мовознавстві порівняно недавно, про що свідчить обмежена кількість розвідок на цю тему. Раніше вчені розглядали ідеоніми лише фрагментарно, за окремими тематичними групами (артіоніми, бібліоніми, поетоніми, хрононіми і т.д.), не об'єднуючи види цих власних назв у цілісний пласт онімної лексики, що має свою специфіку. Проте останнім часом у колі ономастичних проблем актуальними стали питання розробки загальнотеоретичного базису власне української ідеонімії й таких її аспектів, як класифікаційний поділ за типом позначуваного об'єкта, хронологією постання назв, їх походженням та структурою. Серед новітніх лінгвістичних студій, що стосуються явища ідеонімії, слід згадати працю М. М. Цілини, яка досліджувала структурну класифікацію українських ідеонімів, статтю О. О. Васильєвої про структурні типи англомовних ідеонімів та розвідку О. В. Мініної про формальні та семантичні особливості ідеопоетонімів у дилогії Кена Фоллетта «Стовпи землі» та «Світ без кінця».

## Види ідеонімів
Тематична диференціація онімів, пов'язаних із духовною сферою людини, постає в ономастиці досі не вирішеною проблемою. Різні дослідники (М. М. Торчинський, О. О. Васильєва) пропонують власні класифікації, які, однак, ще не усталилися в науковому обігу і тому є лише спробою поділу ідеонімів на певні групи.
Варто зазначити, що їхні систематизації виникли на основі групування ідеонімів Н. Подольською, яка запропонувала диференціювати оніми, що позначають витвори людської культури, на 7 типів:
- артіоніми — власні назви творів образотворчого мистецтва, музики, театру та кіно. До класу артіонімів, своєю чергою, входять такі підвиди, як: імажоніми (найменування витворів образотворчого мистецтва), музиконіми (найменування музичних творів), сценоніми (найменування сценічних творів), фільмоніми (найменування фільмів). Наприклад, назва картини «Дівчина в червонім капелюшку» художника О. Мурашко — це імажонім, назва кантати «Б'ють пороги» М. Лисенка — музиконім, назва п'єси «Сто тисяч» І. Карпенко-Карого — сценонім, а назва фільму «Земля» О. Довженка — фільмонім.

- бібліоніми — власні назви будь-яких писемних творів: художніх, публіцистичних, наукових, конфесійних, політичних тощо. Бібліоніми також мають свої підвиди: белетристиконіми (оніми творів художньої літератури), публіцистиконіми (оніми публіцистичних творів), логосоніми (оніми наукових праць) і т. д. До прикладу, назва роману «Майстер корабля» Ю. Яновського — це белетристиконім, назва літературознавчої розвідки «Із секретів поетичної творчості» І. Франка — публіцистиконім, назва наукової монографії «Думка і мова» О. Потебні — логосонім.

- гемероніми — власні назви на позначення засобів масової інформації (ЗМІ). Гемероніми поділяються на газетоніми (найменування газет), радіоніми (найменування радіопередач) та телевізіоніми (найменування телепрограм). Наприклад, назва часопису «Високий замок» — це газетонім, назва радіопередачі «Доброго ранку, Україно!» — радіонім, а назва телепрограми «Паралельний світ» — телевізіонім.

- геортоніми — власні назви святкових днів, пам'ятних і знаменних дат (наприклад, Великдень, Різдво, День Незалежності України).

- поетоніми — власні назви, що функціонують у художньому тексті. Це один із найбільших розрядів ідеонімів, який диференціюється на 2 великі пласти — вітопоетоніми, або пропріативи живих істот (наприклад, солдат Світличний з роману О. Гончара «Гори співають») та абіоніми, або пропріативи неживих об'єктів, створених природою чи людиною (наприклад, ріка Дністер, Монумент Незалежності).

- хрононіми — власні назви історично вагомих для людства відрізків часу (наприклад, Середні віки, епоха Відродження).

М. Торчинський модифікував класифікацію Н. Подольської та поділив ідеоніми на 5 видів: астіоніми, бібліоніми, гемероніми, поетоніми та хрононіми. На думку вченого, ця диференціація виглядає доцільнішою, адже документоніми є складовою частиною бібліонімів, а геортоніми входять у лексичний пласт хрононімів.
Натомість О. Васильєва створила класифікацію ідеонімів, яка складається з 4 класів: артіонімів, бібліонімів, гемеронімів та комп'ютеронімів (власних назв на позначення комп'ютерних програм та ігор). 

## Структурна класифікація ідеонімів
Найбільш детальну і науково чітку класифікацію ідеонімів за структурними особливостями запропонувала українська дослідниця М. М. Цілина. Вона диференціювала цей вид культуронімів на три типи:
- однокомпонентні ідеоніми — власні назви на позначення об'єктів духовної культури, що мають тільки один повнозначний компонент (наприклад, артіоніми «Крик» Е. Мунка, «Іграшки» А. Савадова, «Відображення» Т. Сільваші, бібліоніми «Мойсей» І. Франка, «Собор» О. Гончара, «Елементаль» В. Шкляра тощо)

- складені ідеоніми — двокомпонентні та багатокомпонентні власні назви творчих результатів культури, мистецтва та науки (наприклад, артіоніми «Падає сніг» Т. Яблонської, «Донна Орекіні» А. Муха, «Жінка з парасолькою» К. Моне, бібліоніми «Лель і Полель» І. Франка, «Сонячна машина» В. Винниченка, «Великі надії» Ч. Дікенса тощо).

- ідеоніми-фрази — власні назви, пов'язані з духовною сферою людства, які мають вигляд предикативних конструкцій. Структура цих ідеонімів схожа за будовою на прості речення (наприклад, бібліоніми «Борислав сміється» І. Франка, «Вже ночі під листопадом ночують…» М. Вінграновського, «Хто розбудить в душах наших душу?» А. Йожеф тощо). Існують також ідеоніми, які за своєю структурною організацією нагадують складні речення (наприклад, «Я їм про Хому, а вони про Ярему» — оповідання І. Світличного).

Розглянувши структурну специфіку ідеонімів, М. М. Цілина помітила, що логосонімам та документонімам загалом властиві ускладнені структури, а для артіонімів характерні однокомпонентні найменування. Таким чином, українські ідеоніми репрезентують клас пропріативів з багатогранною будовою, що зумовлено насамперед своєрідністю денотативних об'єктів.